# Katja Bornschein
Katja Bornschein (16 de março de 1972) é uma ex-futebolista alemã que atuava como atacante.

## Carreira
Katja Bornschein representou a Seleção Alemã de Futebol Feminino, nas Olimpíadas de 1996. 